# 八幡朋昭
八幡 朋昭（やはた ともあき、1969年7月21日 - ）は、日本の俳優、声優。神奈川県出身。融合事務所所属。
身長176cm。体重65kg。血液型はO型。かつてはスターダス・21に所属していた。旧芸名は八幡 トモアキ。
兄はミュージシャンの八幡豊。

## 出演

### テレビ
NHK
- 夏樹静子の量刑〜脅された法廷〜（2002年）
- アフリカの蹄（2002年） - 声の出演
- 妻の卒業式（2004年）

日本テレビ
- ホタルノヒカリ2（2010年）
- トッカン -特別国税徴収官-（2012年）

TBS
- 月曜ゴールデン
  - 「警視庁三係・吉敷竹史シリーズ2」（2006年）
  - 「財務捜査官 雨宮瑠璃子6」（2011年）
- 南極大陸（2011年）
- 母。わが子へ（2013年）
- 刑事のまなざし 第1話（2013年10月7日） - 前田裕馬の実父 役[2]
- ルーズヴェルト・ゲーム（2014年） - 葉山修平 役
- Nのために（2014年）
- 美しき罠〜残花繚乱〜（2015年） - 相沢 役
- 流星ワゴン（2015年）
- 天皇の料理番（2015年）
- レッドクロス〜女たちの赤紙〜（2015年）

フジテレビ
- 上を向いて歩こう!（1994年）※デビュー作[3]
- 母の告白（2002年）
- 永遠の君へ（2004年）
- 偽りの花園（2006年） - 準レギュラー・今西喜久男 役
- ハチワンダイバー（2008年）
- ニュース速報は流れた（2009年）
- 40女と90日間で結婚する方法（2009年） - 三上 役
- 医龍-Team Medical Dragon-（2010年）
- 外交官 黒田康作（2011年）
- 絶対零度 〜特殊犯罪潜入捜査〜（2011年）
- 蜜の味〜A Taste Of Honey〜（2011年）
- カエルの王女さま（2012年）
- 結婚しない（2012年） - 石川 役
- PRICELESS〜あるわけねぇだろ、んなもん!〜（2012年）

テレビ朝日
- スカイハイ2（2004年）
- 仮面ライダー剣（2004年）
- 相棒（2004年）
- 鹿鳴館（2008年） - 声の出演
- 刑事一代 平塚八兵衛の昭和事件史（2009年）
- 警視庁取調官 落としの金七事件簿（2010年）
- 科捜研の女（2010年） - 岩井良樹 役

WOWOW
- 私という運命について（2014年）

LaLa TV
- ファッション誌編集部物語（2012年） - ハチマン 役

### 映画
- 月の砂漠（2001年）
- ゴジラ FINAL WARS（2004年）
- 日本以外全部沈没（2006年）
- 沈まぬ太陽（2009年）
- アンフェア the answer（2011年）
- 空と山と緑～遥かなる旅路～（2021年）

### 舞台
- ひらり、空中分解。（1999年 - 2009年）
- あ・うん（2001年）
- 夏ホテル（2001年）
- 西遊記（2001年）
- アチャラカ万歳!
- wit（ウィット）
- 上を向いて歩こう
- 改訂ザブザブ波止場
- 水前寺清子一座

### CM
- アイデム
- アリコジャパン
- 出光興産
- NTTドコモ
- エヌ・ティ・ティ・ドコモ東海
- 片岡物産
- 興和
- サントリー
- 資生堂
- セブン-イレブン
- ゼンショー
- 仙台銀行
- ダノン
- 東京急行
- トヨタ自動車
- 日本経済新聞
- 日本コカ・コーラ
- 日本証券業協会
- 日本水産
- 日本マクドナルド
- パナホーム
- 阪急不動産
- 富士急ハイランド
- 富士通モバイルコミュニケーションズ
- ホンダ・N-BOX
- マンダム
- 明治製菓
- ユニバーサル・スタジオ・ジャパン

### VP
- 社会不安障害総合情報サイト

### 吹き替え
- 青い自転車（主演：ロラン・ダルジラ）